# 이밀 (촉한)
이밀(李密, 병음 : Li Mi, 224년 ~ 287년)은 중국 삼국시대 건위군 무양(武陽) 출신으로, 자(字)는 영백(令伯), 일명은 건(虔)이다. 그는 촉한(蜀漢)에 출사하여 벼슬이 상서랑에 이르렀고, 사신으로 오(吳)나라에 가서, 외교능력을 발휘하였다.
촉한이 쇠한 후 진(晉)의 무제(武帝)는 그를 태자선마(太子洗馬)로 삼으려 했으나, 조모(祖母) 유(劉)씨의 병환 때문에 사양하였다. 조모 사후에 진에 출사하여 한중태수(漢中太守)가 되었다.
이밀의 《진정표》(陳情表) 또는 《진정사표》(陳情事表)는 이밀이 부친을 일찍 여의고 조모 유씨의 손에서 양육되었는데, 무제가 그의 학문과 인품을 높이 인정하고 그를 불러 벼슬을 주려 하였으나, 조모 유씨의 병환 때문에 벼슬을 사양한 내용의 글이다.
이밀은 진(晉)의 태시(泰始) 3년에 무제(武帝)에게 상주문(上奏文)으로 진정사표를 올렸으며, 무제는 감동하여 노비와 식량을 하사하였다. 이밀의 진정표는 효심이 잘 표현한 문장으로, 후세 사람들에게 귀감이 되었다.

## 같이 보기
- 삼국지 인물 목록